# مصطفى الكاشاني
مصطفى الكاشاني (1268 - 1336 هـ / 1851 - 1917 م) هو عالم و شاعر ، من أهل كاشان.
هو مصطفى بن الحسين الحسيني الكاشاني الطهراني النجفي. ولد في كاشان وتلقى علومه في أصفهان على يد محمد تقي صاحب «حاشية المعالم». خلف والده في وظائف شرعية بطهران، ثم سافر إلى النجف وشارك في الجهاد بالبصرة، وأخيرا ذهب إلى الكاظمية ، وبها وفاته.
له كتبًا ورسائل في الفقه والرياضيات والهيئة بالعربية و الفارسية ، وله ديوان شعر بالعربية، وديوان آخر بالعربية والفارسية، غير أنه فقد في فترة الحرب العالمية الأولى.